# Gottfried Heinrich Pappenheim
Gottfried Heinrich hrabě z Pappenheimu (německy Gottfried Heinrich Graf zu Pappenheim, 29. května 1594 Treuchtlingen – 17. listopadu 1632 Lipsko) byl polní maršál ve Svaté říši římské během třicetileté války. Jako důstojník velel jízdním jednotkám jak pro Ligu, tak i pro císaře. Podílel se na vítězství katolíků na Bílé hoře a byl během bitvy u Lützenu smrtelně zraněn.

## Rodina
Gottfried Heinrich pocházel ze starobylého šlechtického rodu hrabat z Pappenheimu, který odvozoval svůj původ od ministeriálů štaufské dynastie Svaté říše římské od roku 1111 a od města Pappenheim. Byl synem luterána Veita zu Pappenheim (1535–1600) a jeho druhé ženy, katoličky Marie Salome von Preising-Kopfsburg, měl čtyři sourozence. Matka se roku 1607 podruhé provdala, za Adama Herberstorffa (1585-1629), vzdělaného a úspěšného vojáka, který byl za své zásluhy povýšen nejdříve do stavu svobodných pánů a posléze i do stavu hraběcího. Neměl žádné vlastní potomky, staral se o jejích pět sirotků a zásadně ovlivnil kariéru Gottfrieda Heinricha.
Gottfried Heinrich byl dvakrát ženat: 
- první manželka Anna Ludomila z Kolovrat-Novohradská (1601, † 1627) zemřela čtyři roky po sňatku a zanechala mu jediného dědice, syna Wolfa Adama († 1647), který zemřel v Praze v souboji, v němž ho zastřelil Martin Maxmilián z Goltze.
- Druhou manželkou byla falckraběnka Anna Alžběta z Oettingen-Oettingenu (1603, † 1673). Brzy po manželově smrti se vrátila do Německa, kde se roku 1642 podruhé provdala, za Jana Filipa II. Leiningensko-Dagsbursko-Hartenburského, který necelý rok po sňatku zemřel († 1643). Roku 1649 se v rodovém sídle Oettingenů, na hradě Harburgu ve Švábsku provdala potřetí, za Jiřího Viléma Falcko-Birkenfeldského († 1669), kterého rovněž přežila.

## Kariéra

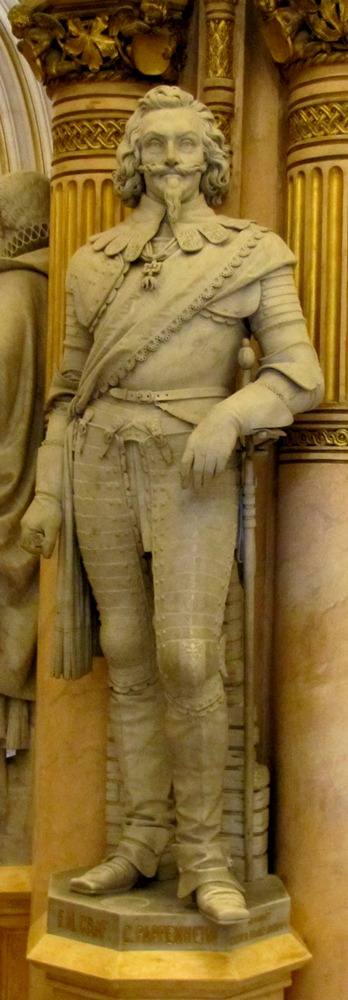
Ludvík Šimek: Socha Gottfrieda Heinricha Pappenheima (1868), HGM Vídeň

Pappenheim byl jedním z nejslavnějších císařských důstojníků. Jeho mládí není přesně zmapováno. Roku 1604 byl imatrikulován na jezuitské univerzitě v Ingolstadtu, kde jako jedenáctiletý mohl absolvovat nejvýše přípravku. Roku 1607 je doložen na univerzitě v Tübingenu a od roku 1611 studoval na Altdorfské akademii (univerzitě). Od roku 1612 při své kavalírské cestě cestoval po Evropě, kdy navštívil Anglii, Francii, Španělsko, Itálii a Nizozemí. Do říše se vrátil roku 1614. 
Roku 1616 pod vlivem svého nevlastního otce, Adama z Herberstorffu (1585-1629) přestoupil na katolickou víru. Téhož roku ho císař Matyáš Habsburský jmenoval svým říšským dvorním radou. Po císařově smrti v roce 1619 o dvorský post přišel a rozhodl se věnovat především vojenské kariéře. Nejdříve nastoupil k císařskému regimentu pěchoty, kde dosáhl hodnosti poručíka. S polským vojskem krále Zikmunda vypravil do Ruska. Zde údajně měli podpořit jednoho z „Lžidimitrijů“ – nelegitimních ruských carů.
Po svém návratu vstoupil do Katolické ligy, kterou utvořili císař Ferdinand II. s Maxmiliánem I. Bavorským a v jejímž direktoriu byl také Adam z Herberstorffu. Úspěšně bojoval v Porýní a v Ingolstadtu, odkud jako podplukovník v pluku kyrysníků svého nevlastního otce hraběte Adama z Hebersdorfu táhl do Čech. Zde se zúčastnil bitvy na Bílé hoře, kde v boji utržil 20 bodných i střelných ran a podle šrámů se mu přezdívalo Schrammhans. Noc se zraněními přežil skryt pod svým padlým koněm.
Na říšském sněmu v Řezně byl povýšen do hraběcího stavu a jmenován plukovníkem. V čele španělského kyrysnického pluku bojoval v Lombardii. Od roku 1626 se účastnil bojů v Horním Rakousku, Sasku a dobytí Magdeburku. Všude vynikal především svou osobní odvahou.

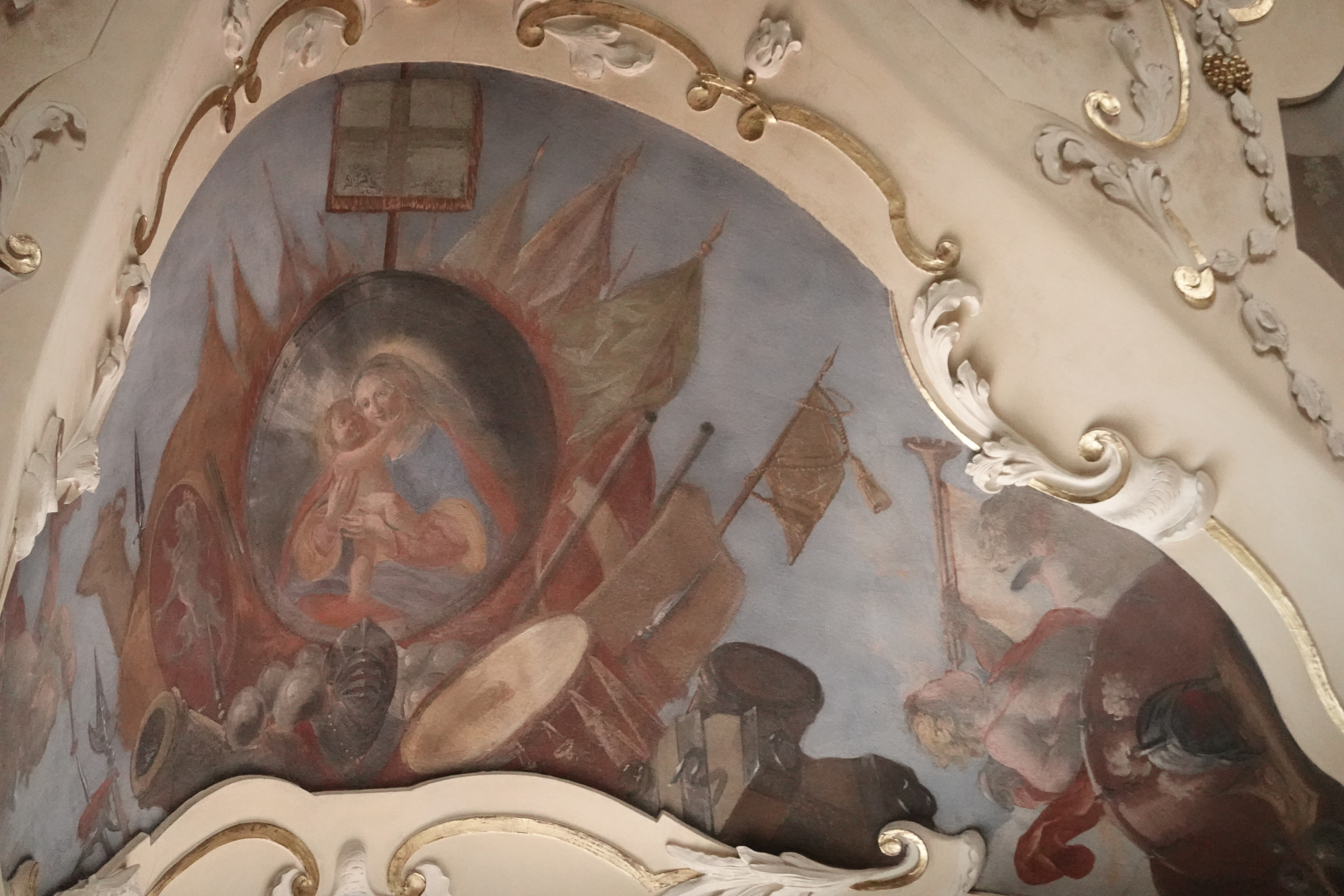
Freska s Pasovskou madonou a válečnými trofejemi na klenbě Pappenheimské kaple

## Úmrtí a hrob
Po smrti generála Tillyho se jeho pluky (především kyrysnické) dostaly pod velení Albrechta z Valdštejna. Osudnou se stala Pappenheimovi bitva u Lützenu 16. listopadu 1632. Zde vedl v čele své jízdy protiútok proti postupujícím Švédům a během něj byl raněn dělovou koulí malého kalibru. Podle oficiální zprávy zemřel v Lipsku. Důvod, proč byl převezen do Strahovského kláštera, se snažili někteří čeští historikové vyložit jako převoz raněného k léčení. V jižní boční lodi strahovské baziliky, v kapli Panny Marie Pasovské, dříve zvané také Pappenheimská, je hrob Gottfrieda Heinricha z Pappenheimu, do něhož byl pohřben také jeho syn Adam. Na klenbě je vymalovánma jednak freska s Pasovskou madonou a válečnými trofejemi, a ve světlíku výjev z bitvy u Lützenu.

## Památky
- Ludvík Šimek: Socha Gottfrieda Heinricha Pappenheima (1868), karrarský mramor, Hala vojevůdců Vojenského historického muzea ve Vídni; sochu objednal císař František Josef I.
- Pappenheimův kyrys z bitvy u Lützenu, Vojenské historické muzeum (Vídeň)
- Bronzová socha v rodném Treuchlingenu
- Název ulice v Lützenu

## Pappenheimští
Označení pappenheimští se užívalo pro Pappenheimovy jezdce. V Schillerově tragédii Valdštejnova smrt pronáší Albrecht z Valdštejna větu: „Daran erkenn’ ich meine Pappenheimer,“ což se do češtiny překládá jako: „Tak ve vás poznávám své pappenheimské,“ čímž se Valdštejn snažil Pappenheimovým vojákům lichotit před svojí zradou. V češtině a v dalších jazycích ale získalo pozměněné spojení postupně negativní nádech. Úsloví „Znám svoje pappenheimské“ vyjadřuje přesvědčení mluvčího, že ho „jeho lidi“ ničím pozitivním nepřekvapí, nebo zklamou, jako už dříve.